# Carlos Honorato

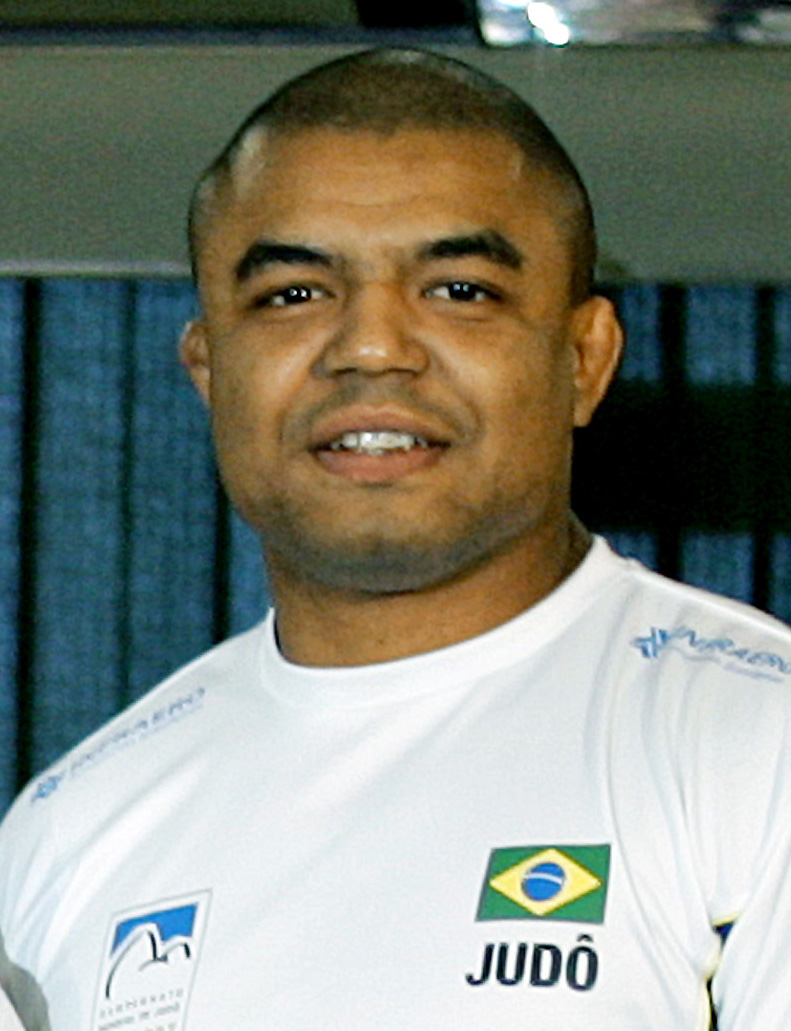
Carlos Honorato (2005)

Carlos Eduardo Honorato (* 9. November 1974 in São Paulo) ist ein ehemaliger brasilianischer Judoka. Er war Olympiazweiter 2000.
Der 1,75 m große Honorato trat bis 2007 im Mittelgewicht oder in der offenen Klasse an. Zum Abschluss seiner Karriere wechselte er ins Halbschwergewicht, blieb dort aber ohne größere Erfolge.
1994 gewann Honorato bei den Panamerikanischen Meisterschaften. Im gleichen Jahr erhielt er eine Bronzemedaille bei den Juniorenweltmeisterschaften. 1996 erkämpfte er eine Bronzemedaille bei den Studentenweltmeisterschaften, 1998 gewann er dort Bronze im Mittelgewicht und in der offenen Klasse. Bei den Weltmeisterschaften 1999 erreichte er mit vier Siegen das Halbfinale, nach Niederlagen gegen den Japaner Hidehiko Yoshida im Halbfinale und den Südkoreaner Yoo Sung-yeon in der Hoffnungsrunde belegte er den fünften Platz. Im Juli 2000 gewann Honorato bei den Südamerikameisterschaften. Bei den Olympischen Spielen in Sydney besiegte er Hidehiko Yoshida im Viertelfinale und im Halbfinale bezwang er den Franzosen Frédéric Demontfaucon. Im Finale siegte der Niederländer Mark Huizinga nach 3:22 Minuten durch Ippon. Ende 2000 gewann Honorato noch einmal Bronze in der offenen Klasse bei den Studentenweltmeisterschaften.
2002 belegte Honorato den fünften Platz bei den Panamerikanischen Meisterschaften, im Jahr darauf siegte er vor heimischem Publikum in Salvador, als er im Finale den Kanadier Keith Morgan schlug. Bei den Panamerikanischen Spielen 2003 verlor er im Halbfinale gegen Morgan und erkämpfte eine Bronzemedaille. Auch bei den Weltmeisterschaften traf er auf Keith Morgan, den er im Kampf um Bronze besiegte, nachdem er im Viertelfinale gegen den Südkoreaner Hwang Hee-tae verloren hatte. Im April 2004 siegte Honorato bei den Panamerikanischen Meisterschaften sowohl im Mittelgewicht, als auch in der offenen Klasse. Bei den Olympischen Spielen 2004 in Athen gewann Honorato zweimal und verlor dann das Viertelfinale und den ersten Kampf der Hoffnungsrunde.
2006 und 2007 gewann Honorato noch zweimal die Panamerikanischen Meisterschaften in der offenen Klasse. 2010 beendete er seine internationale Karriere.